# Електропутере
„Електропутере“ (на румънски: „Еlectroputere“ S.A.) е публично акционерно дружество в Крайова, Румъния.
То е промишлено предприятие, специализирано в производството на подвижен железопътен състав, трансформатори и други електрически машини и електрическо оборудване. Основано е през 1949 г.

## Производство
Първоначално фабриката започва с ремонт на парни локомотиви. Произвеждат се и трамвайни мотриси и електрически локомотиви за минни компании до 1960 г. Има производство на високоволтово електрическо оборудване, предназначено за енергийния и железопътния сектор.
Дизелови локомотиви
От 1960 г. фирмата произвежда дизелови локомотиви (по лиценз на швейцарските компании „Brown Boveri“, „SLM – winterthur“ и „Sulzer“) с мощност 2100 к.с. тип 060DA. По-късно започва да ги изнася, включително за България. Произведени са над 2400 броя.
- 1407 броя за Румъния (серия CFR 6х), доставени от 1960 до 1981 г.;
- 160 броя за частни румънски оператори от 1970 г. до 1993 г.;
- 420 броя за Полша (серия PKP ST43), доствени от 1965 до 1978 г.;
- 130 броя за България (серия БДЖ 06) от 1966 до 1975 г.;
- 379 броя за Китай (серия ND2), доставени от 1971 до 1990 г.
- 30 броя шестосни дизел-електрически локомотиви за Британските железници (серия BR 56). Мощност 3500 к.с., максимална скорост 130 km/ч.

Електрически локомотиви
Електрическите локомотиви, строени от „Electroputere“, са известни като тип EA. Първоначално са базирани на лиценза на шведската компания ASEA. Построени са около 1050 броя. Всички те са шестосни, мощност 5100 kW и са за стандартнo междурелсие (1435 mm) и работят с напрежение в контактната мрежа 50 Hz 25 kV AC.
- за Румъния (серия CFR 40, 41 и 42), доставени от 1965 до 1991 г. Част от тях модернизирани и групирани в серии 45 и 47.
- за България са доставени 45 локомотива в периода 1986 – 1987 г. (серия БДЖ 46).

## В наши дни
След няколко неуспешни опита е приватизирана на 6 ноември 2007 г. Продадена е на Саид Бахджад Саид, председател на Al-Arrab Contracting Co.
Понастоящем „Electroputere“ произвежда резервни части за локомотиви и модернизира вагони (за компанията „METROREX“), тролейбуси и трамваи.

## Галерия
- Серия 46 на БДЖ
- Серия CFR 45 (5100 kW)
- Серия CFR 40 (5100 kW)
- Дизелов локомотив LDE 4000 (Гърция)
- Локомотив (5100 kW) в цветовете на Jž
- Локомотив ND2 (Китай)
- Локомотив LDE 3500/серия BR 56